# Rebeca Quinteros
Rebeca Quinteros, född 28 augusti 1997, är en salvadoransk simmare.
Quinteros tävlade för El Salvador vid olympiska sommarspelen 2016 i Rio de Janeiro, där hon blev utslagen i försöksheatet på 400 meter frisim.